# 保泰陵
保泰陵为宋真宗章怀潘皇后的陵墓，位于河南省巩义市西村镇，为祔葬永昌陵的两座皇后陵之一，也是宋陵的祔葬皇后陵中唯一有陵名的一座。

## 墓主
章怀皇后潘氏为北宋名将潘美的第八女，是宋真宗赵恒的首任妻子，于端拱二年（989年）五月薨逝。宋真宗即位后追封潘氏为庄怀皇后（在仁宗年间改谥为章怀皇后以连真宗谥），葬永昌陵之侧，陵名保泰。

## 现状
保泰陵位于永昌陵上宫西北，孝章宋皇后陵以西略偏北处，距孝章宋皇后陵约280米，地面上现存陵台和石像生，其他建筑均已不存。陵台现存部分平面呈方形，高3.8米，底面南北长11米，东西长9米，顶面南北长7米，东西长5米。陵台东侧52米和北侧48米处各有一道田埂，可判断为东、北两面神墙的位置，结合现存南神门宫人的位置，可大致确定保泰陵的宫城为边长不超过110米的方形:47-53。
保泰陵地面上现存21件石像，除一件北门狮外，其余石像均分列于神道的东西两侧。东西两列石像生间距38.8米，每列的石像与石像间距4.4-6.4米:47-53。

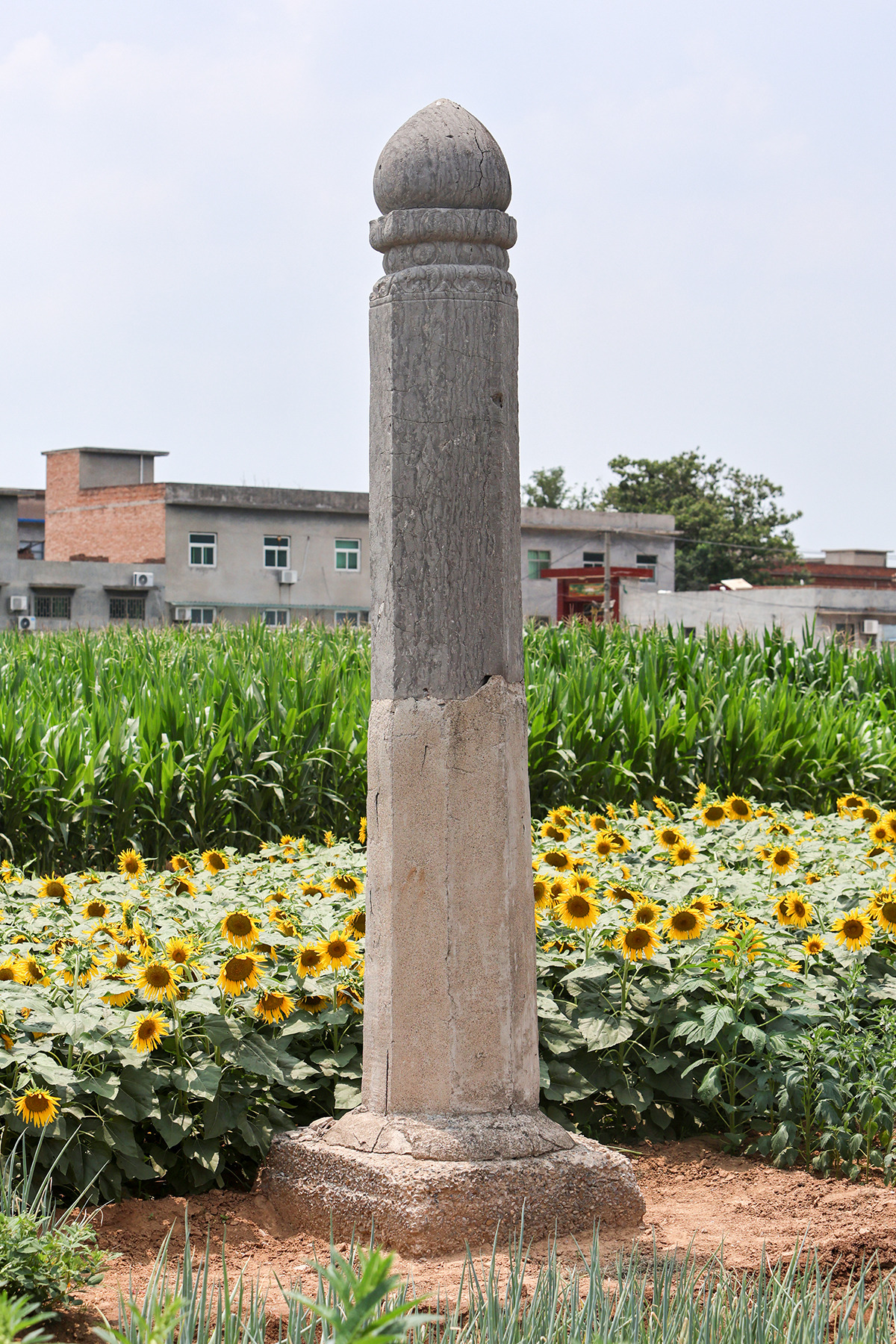
望柱（西）
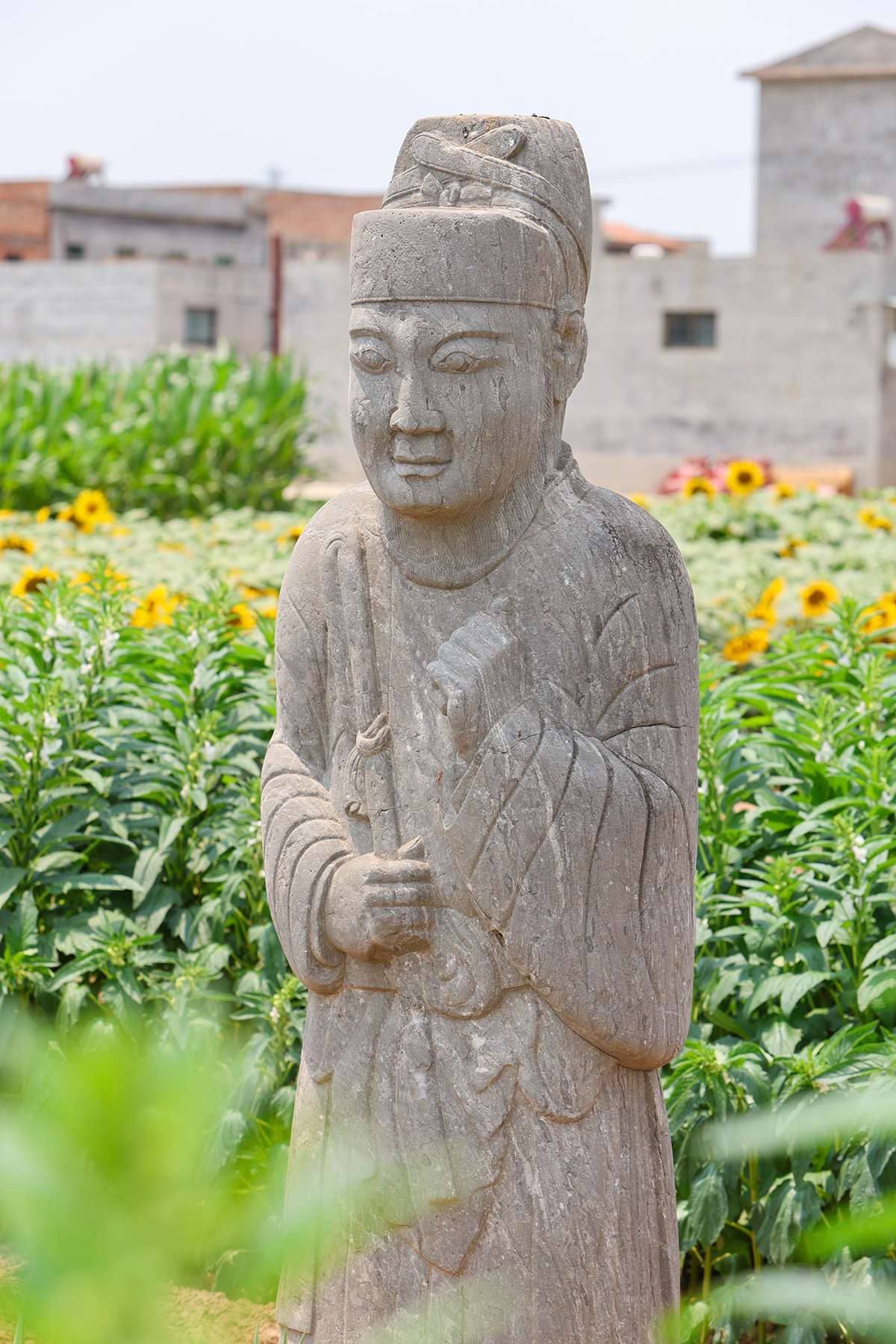
控马官石像（西）
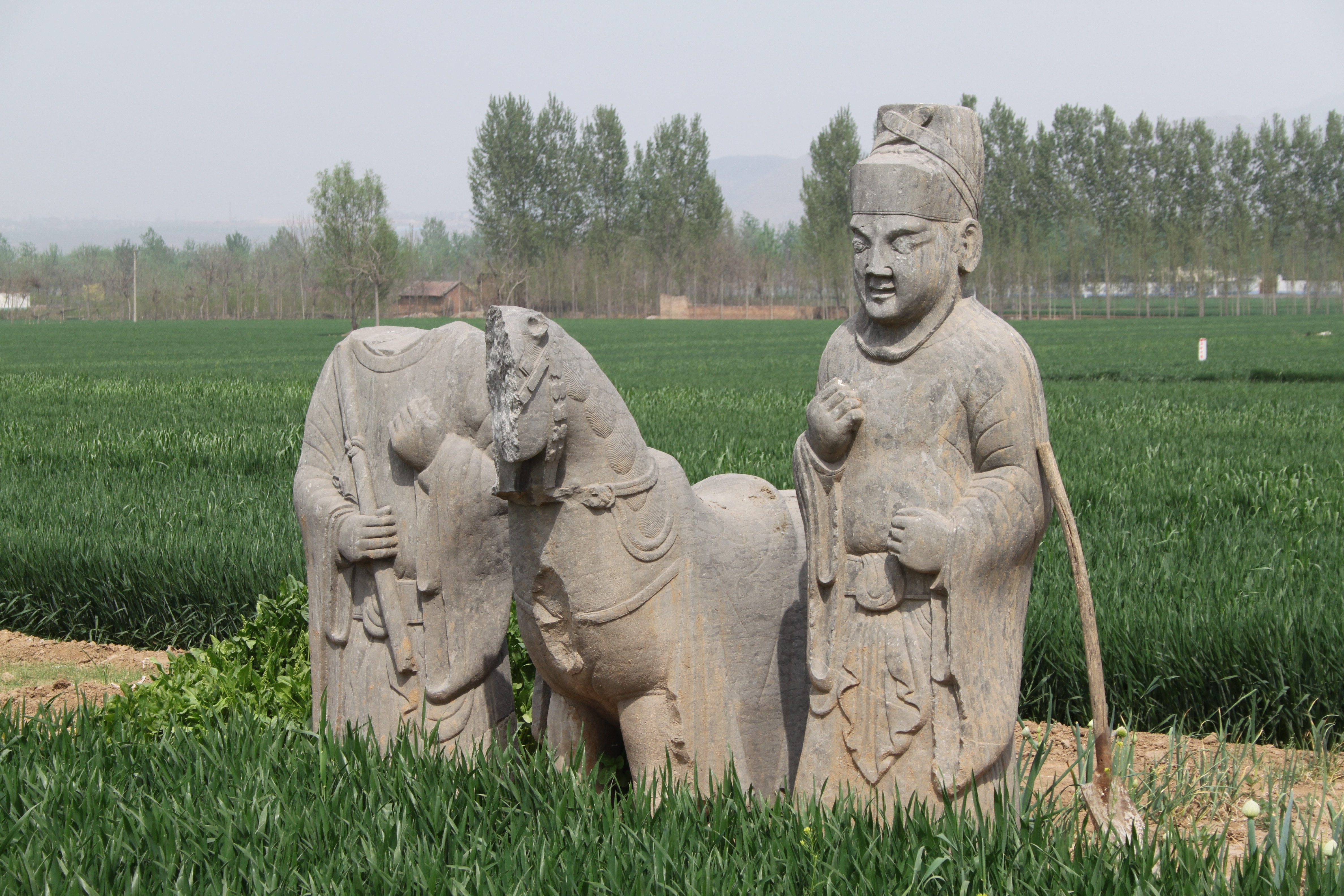
马与控马官石像（东）
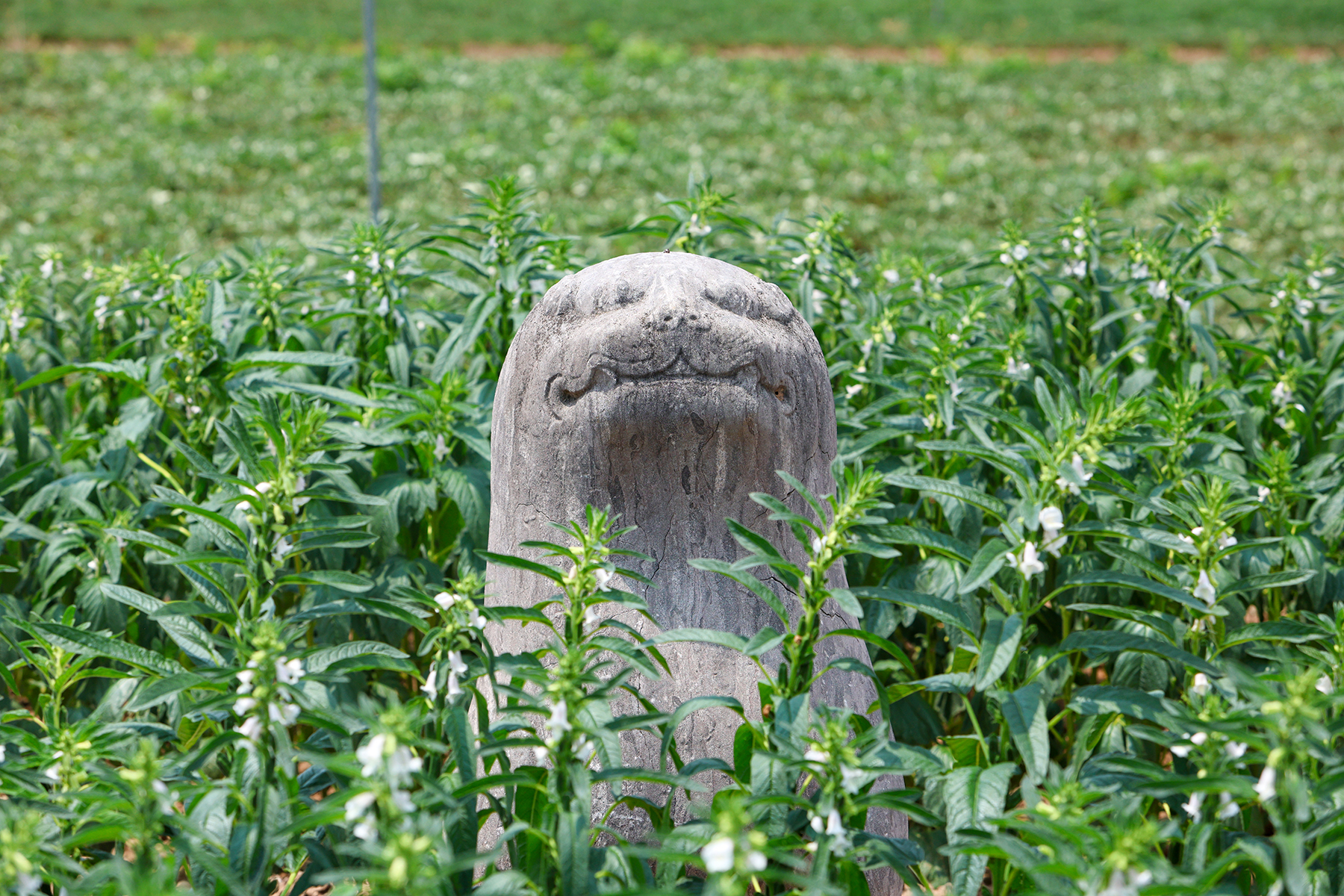
石虎（西）
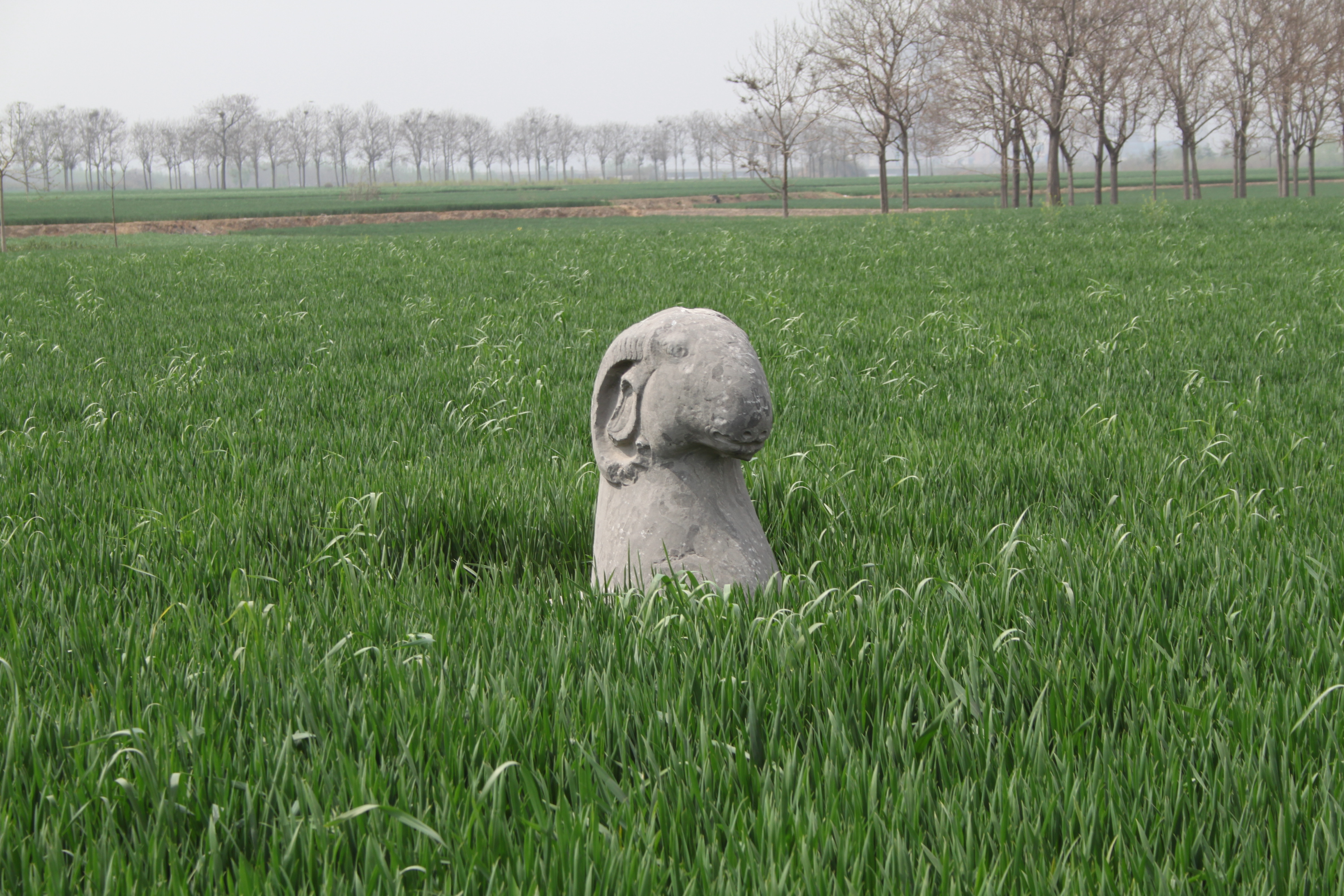
石羊（西）
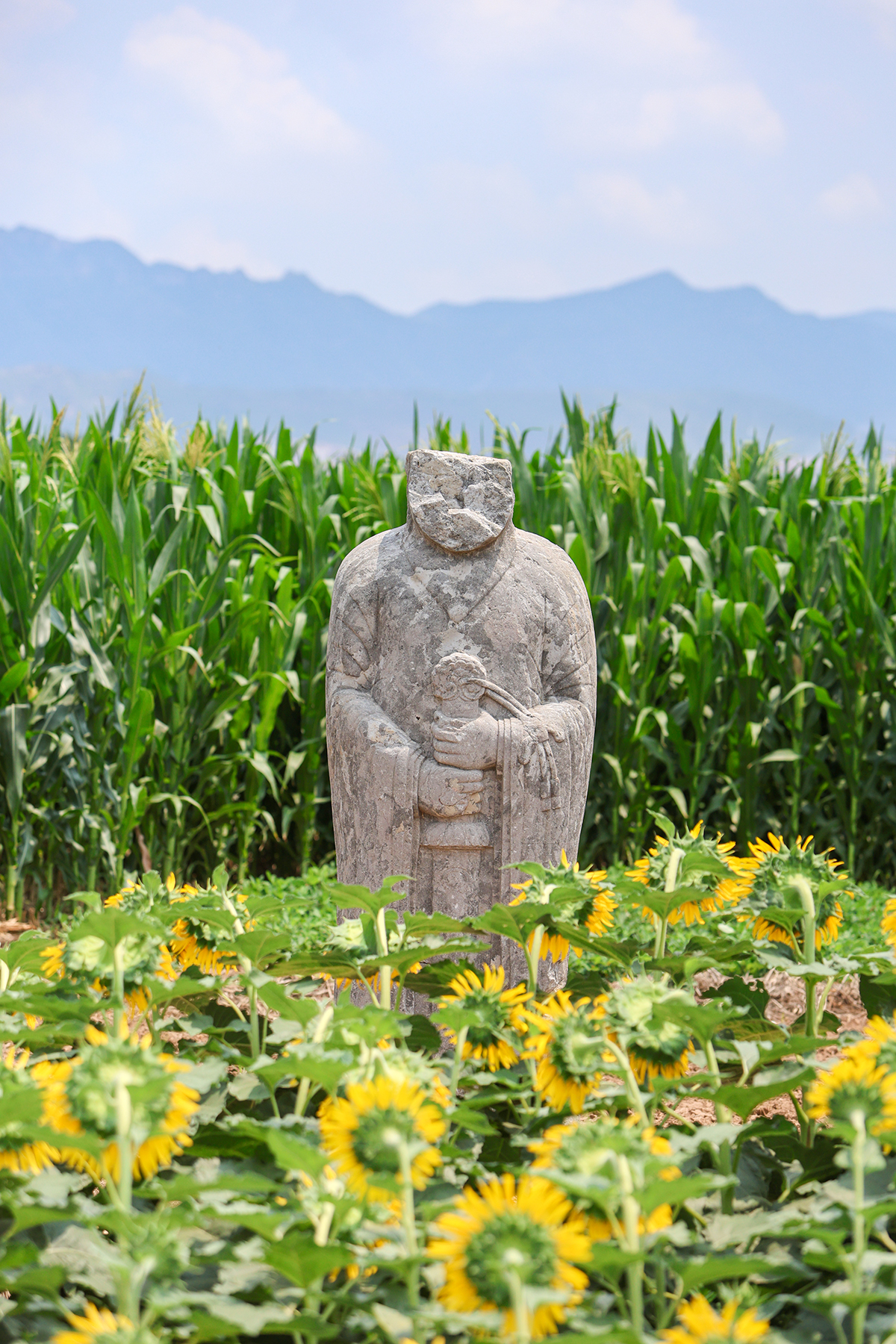
武官石像（东）
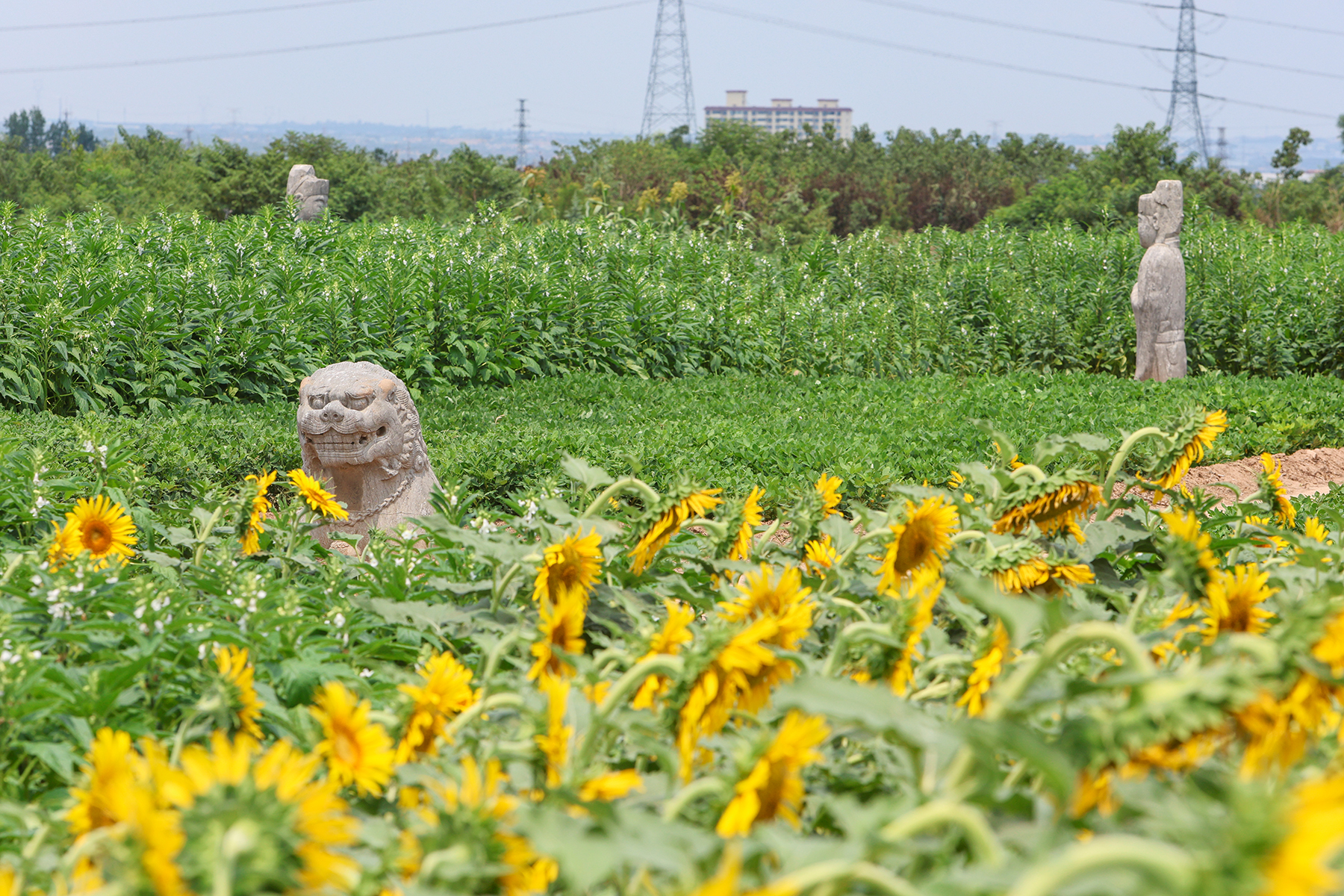
南门石狮（东）与宫人石像
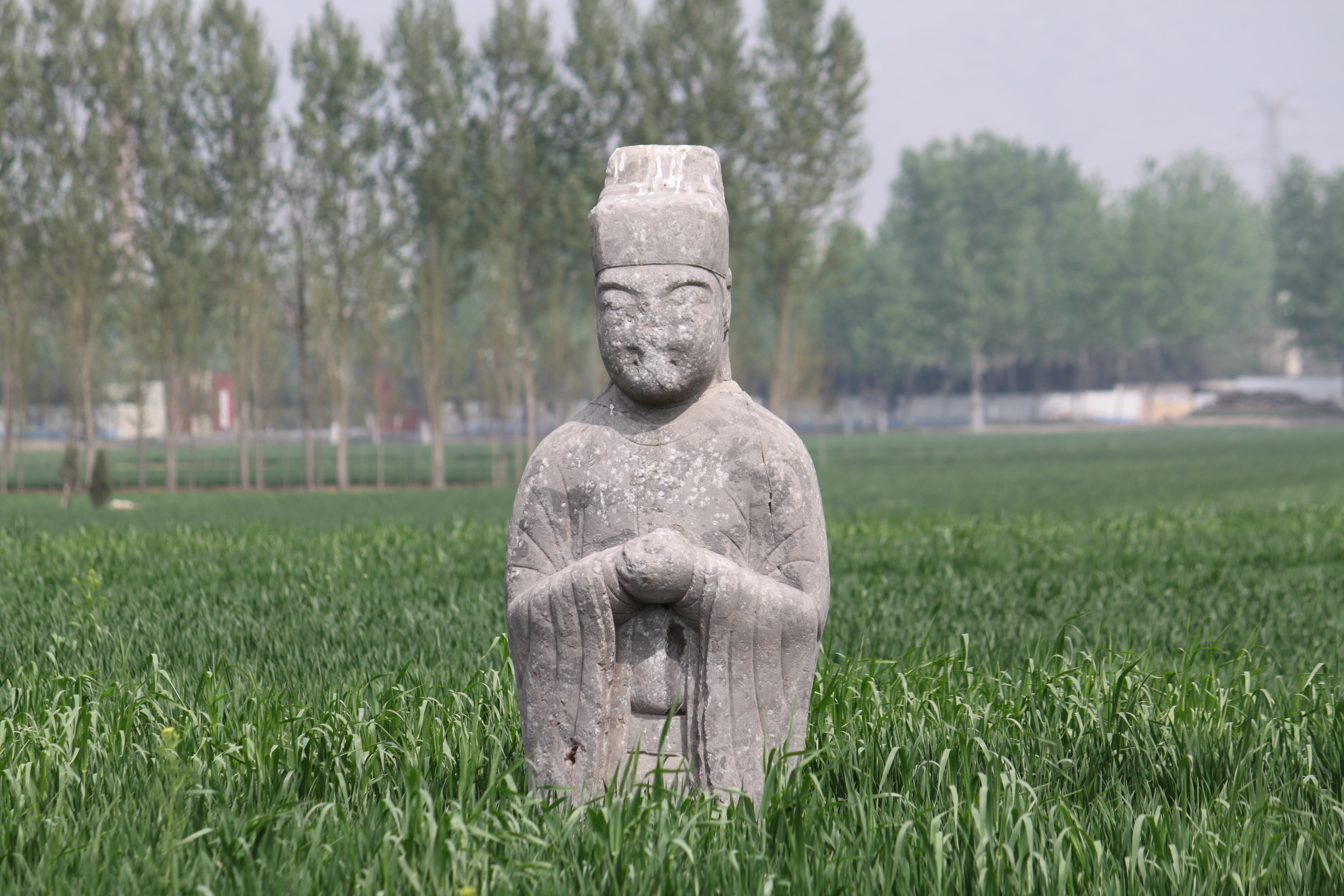
宫人石像（东）

神道两侧的石像由南向北分别为：
- 望柱两件：柱身均为均为八个棱面，东列望柱上半段和西列望柱下半段残缺，其中西列望柱下半段以水泥修补[2]:52。
- 马与控马官两组：按制东西应各有一组，每组包括一件石马和两件控马官石像。东列现存石马一件和控马官两件，西列仅存控马官一件，东列石马和靠北的控马官石像头部残缺。控马官均头戴幞头，腰束革带。其中东列控马官身穿圆领宽袖袍，西列控马官则身穿圆领窄袖袍[2]:52。
- 虎四件：东西各两件石虎，均为合口蹲坐，腹下作透雕[2]:52。
- 羊四件：东西各两件石羊，其中东列靠南和西列靠北的石羊头部缺损。剩余两件石羊大致完整，均为合口长颈，跪卧姿态[2]:52。
- 武官两件：东西各一件，头戴冠，蓄长须，着宽袖长袍，双手拄剑[2]:52。
- 文官两件：东西各一件，头戴冠，贯笄，着宽袖长袍，双手于胸前执笏[2]:52。
- 南门狮两件：东西各一件，间距10.4米，均颈套锁链，胸前系有铃铛[2]:53。
- 宫人两件：位于南神门内，东西各一件，间距5.7米，均戴幞头，着圆领宽袖袍，腰系革带，双手握于胸前[2]:53。